# 메타 퀘스트 3

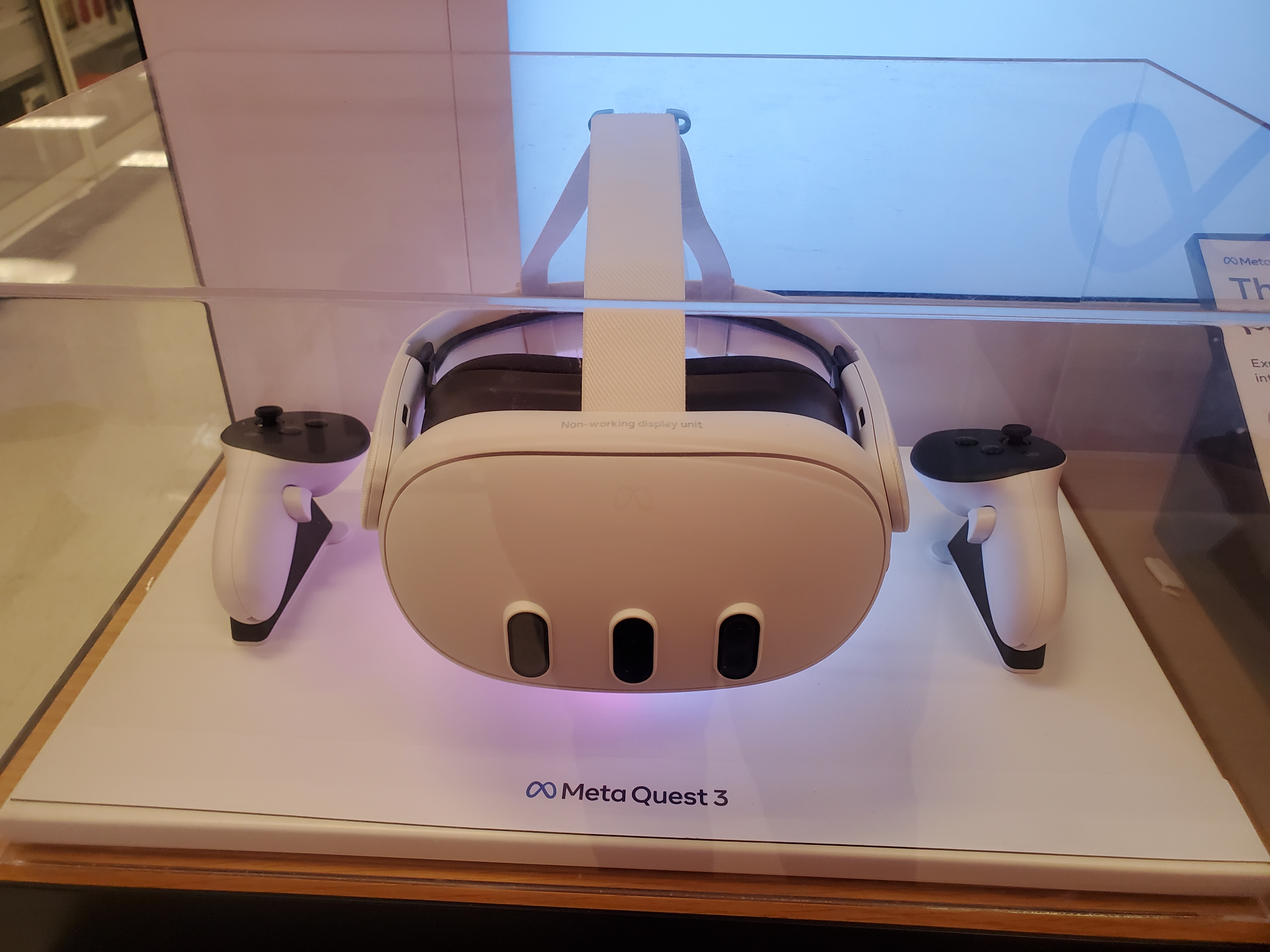

메타 퀘스트 3(Meta Quest 3)는 메타 플랫폼스 사업부인 리얼리티 랩스가 개발한 가상 현실(VR) 헤드셋이다. 2023년 6월 1일에 공개되었으며, 퀘스트 2의 후속작이자 3세대 메타 퀘스트로 10월 10일에 출시되었다.
이 헤드셋은 더 얇은 폼 팩터와 렌즈, 혼합 현실 소프트웨어를 위한 추가 센서 및 컬러 패스스루 카메라를 포함하여 퀘스트 프로의 요소로 업데이트된 하드웨어를 갖추고 있다.
퀘스트 3는 독립형 헤드셋으로 실행되거나 "퀘스트 링크" 기능을 사용하여 케이블 또는 무선("에어 링크")을 통해 연결된 개인용 컴퓨터용 VR 헤드셋으로 작동할 수 있다.